# Tetragona dorsalis
Tetragona dorsalis är en biart som först beskrevs av Smith 1854.  Tetragona dorsalis ingår i släktet Tetragona och familjen långtungebin. Inga underarter finns listade i Catalogue of Life.